# Concert per a oboè núm. 3 (Händel)
El Concert per a oboè núm. 3 en sol menor (HWV 287) fou compost per Georg Friedrich Händel possiblement el 1704 o 1705, quan encara residia a Hamburg. Està escrit per a oboè, orquestra i baix continu. No fou publicat fins al 1863 a Leipzig (de fonts desconegudes) i fou descrit com una obra de 1703. No es coneix cap altra informació documental sobre l'obra. Altres catàlegs de la música Händel el tenen referenciat com a HG xxi,100; i HHA iv/12,3.
Una interpretació típica dura gairebé deu minuts.

## Moviments
L'obra consta de quatre moviments:
| Moviment | Caràcter | Notes                                                 |
| -------- | -------- | ----------------------------------------------------- |
| 1        | Grave    | Un característic ritme puntejat dins l'estil francès. |
| 2        | Allegro  |                                                       |
| 3        | Largo    | Una sarabanda.                                        |
| 4        | Allegro  | Deriva temàticament del primer moviment.              |